# Éric Toledano
Éric Toledano (París, 3 de julio de 1971) es un director y guionista francés. Su trabajo lo desarrolla principalmente junto a Olivier Nakache.

## Biografía
Sus padres son judíos marroquíes, originales de Meknes, pero él nació y se crio en Versalles. Siente pasión por el cine desde una edad muy temprana y tiene especial predilección por el director Woody Allen y en particular por su película Annie Hall, de la que declara saberse los diálogos de memoria. También desde muy joven se sumerge en las comedias italianas o en las películas de Claude Sautet.
Toledano tuvo su primera experiencia cinematográfica en 1993, cuando trabajó como ayudante de dirección en la película En la locura dirigida por Diane Kurys. Poco tiempo después, en 1995, rodó su primer cortometraje junto con Olivier Nakache, con quien viene colaborando habitualmente desde entonces.

## Filmografía

#### Cortometrajes
- 1995 : Le Jour et la Nuit
- 1999 : Les Petits Souliers
- 2002 : Ces jours heureux
- 2015 : Le bon vivant

#### Largometrajes
- 2005 : Je préfère qu'on reste amis...
- 2006 : Nos jours heureux
- 2009 : Tellement proches
- 2011 : Intocable (Intouchables)
- 2014 : Samba
- 2017 : La fiesta de la vida (Le sens de la fête)
- 2019 : Especiales (Hors normes)

#### Series de televisión
- 2018 : En thérapie[1]

#### Productor
- 2015 : La Vie en grand
- 2015 : Qui de nous deux (cortometraje) de Benjamin Bouhana

## Premios y distinciones
Festival Internacional de Cine de San Sebastián
| Año  | Categoría          | Película   | Resultado |
| ---- | ------------------ | ---------- | --------- |
| 2019 | Premio del Público | Especiales | Ganador   |